# مدفونة (طبق مغربي)
المدفونة، المعروفة أيضًا باسم المدفونة الفيلالية أو البيتزا البربرية أو البيتزا الصحراوية، هي طبق طهي تقليدي وريفي نشأ في المغرب. يتم تحضيرها من عجينة دائرية الشكل محشوة، طرية من الداخل ومقرمشة من الخارج، تُعد باستخدام عدد محدود من المكونات الأساسية، وتُخْبَزَ بطريقة تقليدية في حفرة في الرمال بداخلها نار أو في موقد من الطين. على عكس البيتزا، تتكون المدفونة من طبقتين من العجين: واحدة في الأسفل وواحدة في الأعلى تغطي الحشوة.
في جبال الأطلس المتوسط بالمغرب، يتم خبزها على نار الخشب، ثم تقطيعها إلى ثماني قطع وتقديمها للضيوف مع كوب من شاي النعناع المغربي.

## التسمية
في منطقة درعة تافيلالت، تُعرف المدفونة أيضًا باسم "الريصاني"، نسبة إلى مدينة الريصاني، المعروفة بتخصصها في المدفونة.

## تاريخ
تعد المدفونة من التراث الأمازيغي لأهل الواحات في المنطقة الجنوبية من المغرب. وهو طبق يُمثّل رمزًا للتقاليد الثقافية والطهوية لهذا الجزء من المغرب.

## الشعبية
زادت شعبية هذا الطبق بعد أن سافر الشيف البريطاني غوردون رامزي، كجزء من تصوير سلسلته الطهوية (Uncharted)، وهو برنامج طبخ سفر تم تنظيمه بالشراكة مع قناة ناشيونال جيوغرافيك، إلى المغرب لاكتشاف جوانب مختلفة من فن الطهي المغربي.
من خلال زيارة جبال الأطلس المتوسط، قدّم الشيف البريطاني للمشاهدين وصفة المدفونة التي يقدمها البربر في الأطلس المتوسط. وصفة ريفية، مصنوعة من المنتجات المحلية، وتتكون من أنواع مختلفة من الفطر الذي ينمو في الجبال المحيطة، والتوابل، والجبن البربري الطازج من المنطقة. وفقًا لتقاليد الأطلس المتوسط، يتم طهي المدفونة على نار الخشب، على عكس البربر في تافيلالت الذين يطبخونها تحت رمال الصحراء.

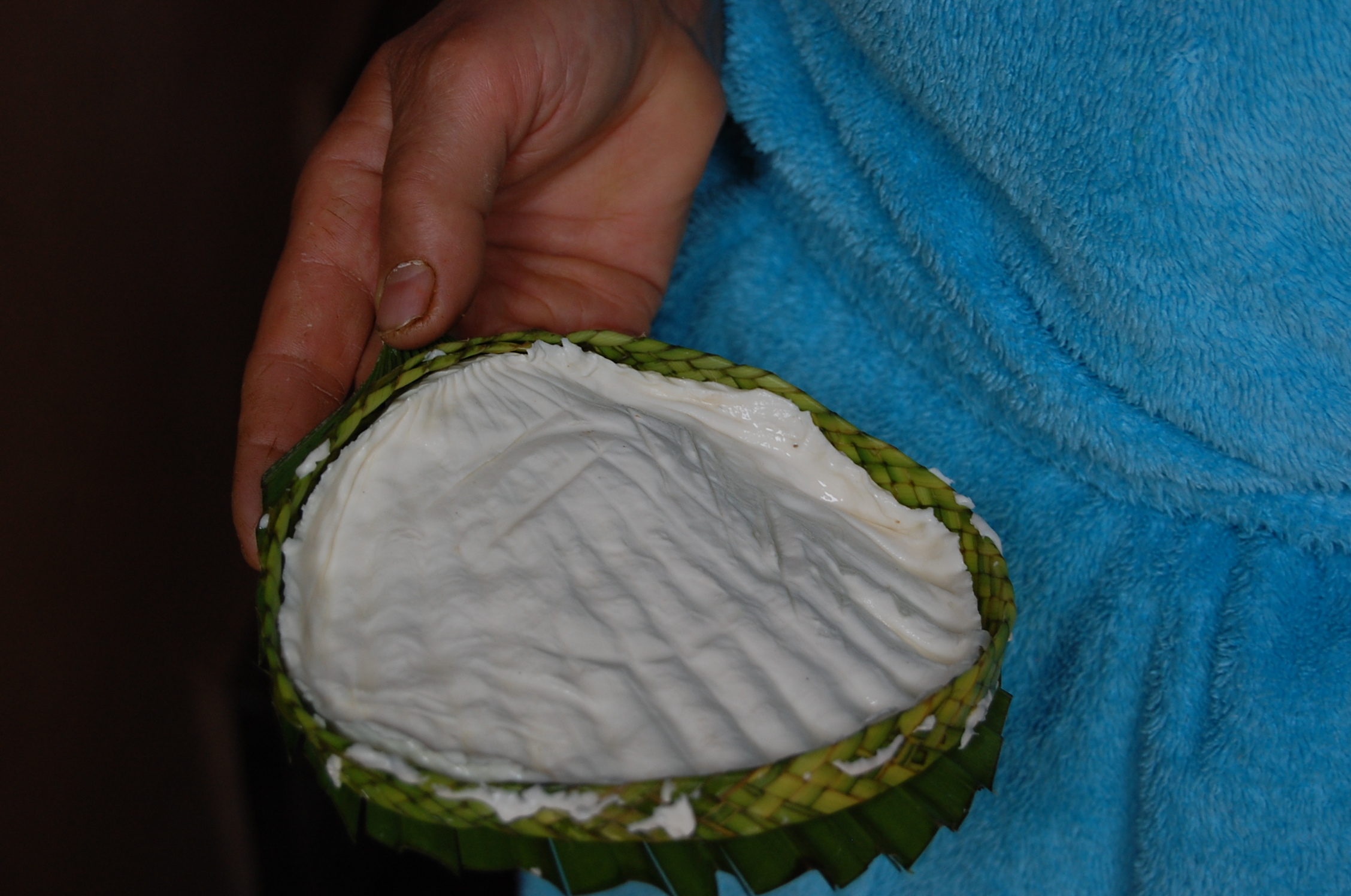
مجموعة متنوعة من الجبن البربري التقليدي من المغرب المستخدم في حشو المدفونة.

## الوصفة

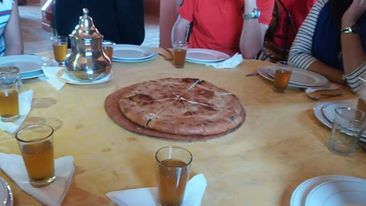
مدفونة تقليدية مصحوبة بشاي النعناع.

الحشوة عبارة عن مزيج من التوابل والأعشاب، وعادة ما تكون مصحوبة بأجزاء من الخضار والبصل واللحم المفروم (لحم الضأن أو البقر أو الماعز) واللوز والجوز، بالإضافة إلى الجبن والكزبرة وقليل من الدهون. يمكن تغطية الطبق بالكامل بشرائح من البيض المسلوق.